# 進め!以下略
『進め!以下略』（すすめ!いかりゃく）は、平野耕太による日本の漫画作品。
『月刊少年エース増刊エース桃組』および、その後継誌となる『月刊コンプエース』にて連載（いずれも角川書店）。
本作品の単行本は2006年7月に、作者の別の作品『HELLSING』の第8巻と同時発売の予定だったが、理由は不明ながら発売されず、現在に至るまで発売されていない。
なお後発の『以下略』（後述）は2009年に単行本化されている。
タイトルのため勘違いされやすいが、かつて『ファミ通PS』（アスキー）に連載されていた同じ作者の『進め!!聖学電脳研究部』の続編ではなく、全く別の作品である。
登場人物のほとんどは実在の人物だが、いわゆるエッセイ的な漫画とは多少毛色が異なる。登場人物それぞれがワガママな妄想を吐き出しつつも、時に鋭い批判や冷静な視線で語ることもある。総じてテンションの低い投げやりな雰囲気が作品の味となっており、同様の形式で描かれた作品に岡崎京子の『くちびるから散弾銃』がある。
本作品の登場人物が中心となる後継作品『以下略』が、『ゲーマガ』（ソフトバンククリエイティブ）の2006年12月号より連載された。こちらは前述の通り、全話の約半数が収録されて単行本となっている。

## 主な登場人物
平野耕太
オタク。メガネっ娘、巨乳好き。本作の主人公。作者本人の自画像そのままの外見で描かれる。「サッカーチームができるぐらい」に等身大フィギュアを所持している。居酒屋では真っ先にワガママな妄想とクダを巻く。
ヤブ（田中亮太郎）
オタク。ショタコン。デブ専。ロングヘアーを後ろで束ねている姿で描かれる。平野の駄目っぷりにツッコミをいれる反面、自らの性癖に触れる話題になると暴走する。
山田秋太郎
オタク。巨乳好き。第3話で初登場（第1・2・4話では登場しない）、以降のレギュラー。四角い眼鏡で黒い服と帽子の細身長身で描かれる。『R・O・D』を描いているらしい。平野とヤブの掛け合いに対し、クールなツッコミを入れる。高校時代は柔道部所属。
すがわらくにゆき
オタク。ショタコン。第1・2・4話のみに登場（山田と入れ替わりで登場）。丸い眼鏡でキャップを後ろ向きに被っている外見と、平野の妄言に冷静な対応をしつつも最終的には尻馬に乗って暴走する言動が、山田との立ち位置の違いとなっている。

## タイトル
1. 進め!!以下略。 酒と煙草と男と女とSEXとウソと鸚鵡と膃肭臍とYシャツと井戸の中。(2000年発行エース桃組vol.1(月刊少年エース11月号増刊) 掲載）
2. 進めば?(2001年発行エース桃組vol.2(月刊少年エース3月号増刊) 掲載)
3. 進むフリ。以下略。(2001年発行エース桃組vol.3(月刊少年エース7月号増刊) 掲載)
4. 進。(2001年発行エース桃組vol.4(月刊少年エース10月号増刊) 掲載)
5. SSM.
6. 進んだり進まなかったり以下略。(エース桃組2002年spring号(月刊少年エース4月号増刊)掲載)
7. 仁義なき以下略。広島死闘編
8. 略。(エース桃組2002年Autumn号(月刊少年エース10月号増刊)掲載)
9. 進めって言われたら進みますけど進むな!って言われれば進みませんよ以下略。
10. 進めング。
11. 平沢進め!以下略。(エース桃組 2003年summer号(月刊少年エース7月号増刊)掲載)
12. 進メン75。
13. 進ぬ!! (エース桃組2004年Winter号(月刊少年エース1月号増刊)掲載)
14. 進めンス～それはいのち～ (エース桃組2004年WSpring号(月刊少年エース4月号増刊)掲載)
15. 熱海の中心で、愛をさけぶ 以下略。(エース桃組 2004年summer号（月刊少年エース7月号増刊)掲載)
16. すすめけん(エース桃組 2004年Autumn号（月刊少年エース10月号増刊)掲載)
17. 進めンプティーク(エース桃組 2004年winter号（月刊少年エース1月号）掲載 )
18. 予告編(コンプエース 2005年vol.1（月刊コンプティーク5月号増刊）掲載 )
19. 進めX以下略。(コンプエース 2005年vol.2掲載 )※最終話